# Sheila McKinnon

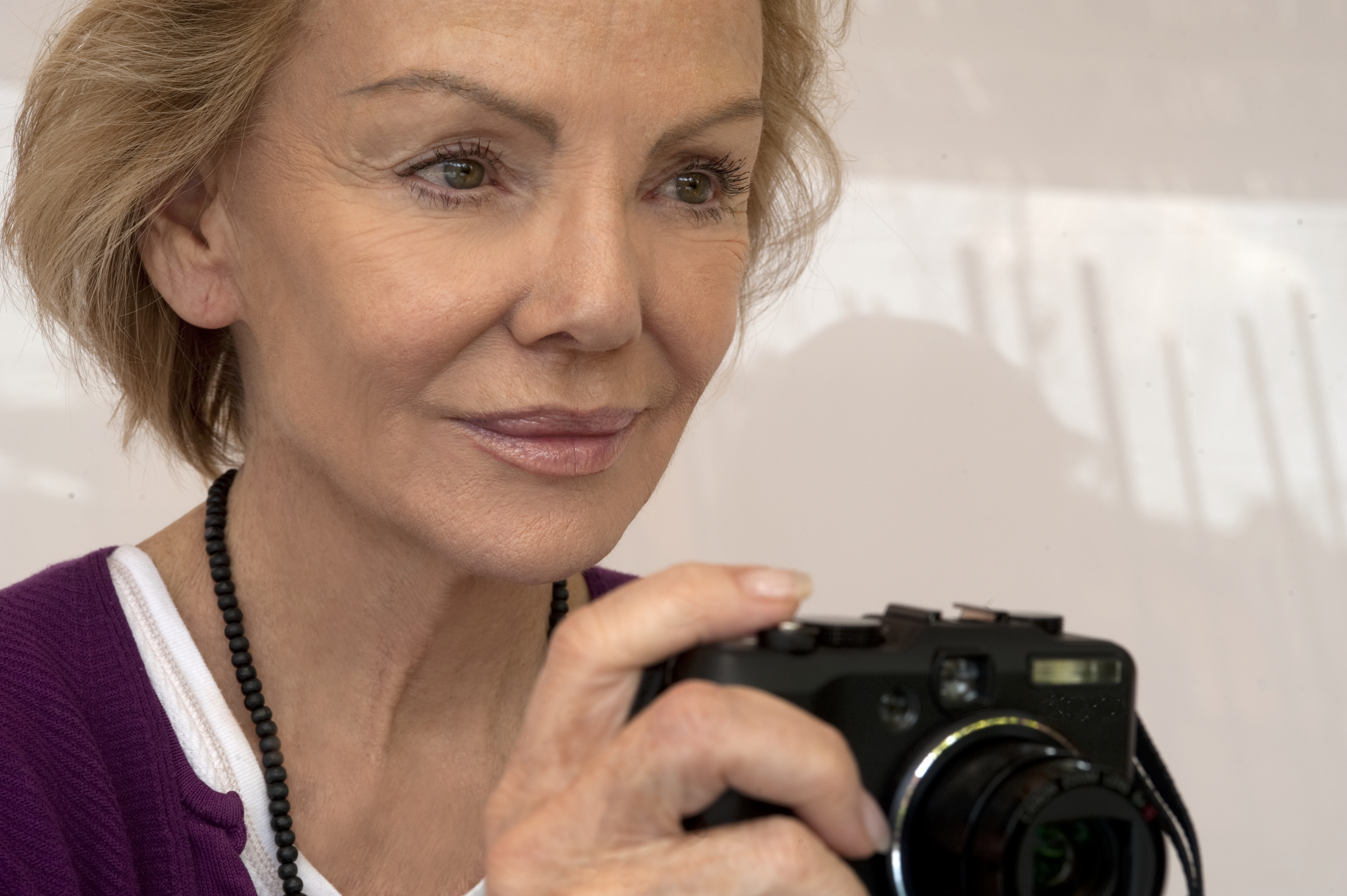
Sheila McKinnon

Sheila McKinnon ist eine kanadische Fotografin und Journalistin.

## Leben
McKinnon lebt den überwiegenden Teil ihres Lebens in Italien. Sie ist mit einem Italiener verheiratet und trägt eigentlich den Namen Sheila Nardulli. Sie ist die Mutter der Schauspielerin Cariddi Nardulli und des bei einem Unfall ums Leben gekommenen Kinderstars Itaco Nardulli.
McKinnon arbeitet als Fotografin und Journalistin in Asien, Afrika und Europa. Ihre Arbeiten erschienen in internationalen Zeitschriften und Zeitungen wie The New York Times, Los Angeles Times und Newsweek, aber auch in vielen italienischen und deutschen Publikationen wie Die Welt. McKinnon arbeitet auch mit humanitären Organisationen wie beispielsweise UNICEF und FAO zusammen.
Ihre Ausstellung Invisible Women and the Environment wurde im April 2009 vom italienischen Umweltministerium während des G8-Treffens im sizilianischen Syrakus präsentiert.

## Filmographie
Als Fotografin:
- 1982 – Anna, Ciro & Co.
- 1984 – Mio figlio non sa leggere